# Abderrahim Hamraoui
Abderrahim Hamraoui (ar. عبدالرحيم الحمراوي; ur. 11 września 1960 w Casablance) – marokański piłkarz grający na pozycji napastnika. W swojej karierze rozegrał 3 mecze i strzelił 1 gola w reprezentacji Maroka.

## Kariera klubowa
Całą swoją karierę piłkarską Hamraoui spędził w klubie Raja Casablanca, w którym zadebiutował w 1982 roku i w którym grał do 1993 roku. Wywalczył z nim mistrzostwo Maroka w sezonie 1987/1988 i trzy wicemistrzostwa w sezonach 1985/1986, 1991/1992 i 1992/1993.

## Kariera reprezentacyjna
W reprezentacji Maroka Hamraoui zadebiutował 2 marca 1988 w wygranym 2:1 towarzyskim meczu z NRD, rozegranym w Al-Muhammadijji. W debiucie strzelił gola. W 1988 roku powołano go do kadry na Puchar Narodów Afryki 1988. Na tym turnieju zagrał w dwóch meczach: grupowym z Algierią (1:0) i o 3. miejsce z Algierią (1:1, k. 3:4). Z Marokiem zajął 4. miejsce w tym turnieju. W kadrze narodowej zagrał 3 razy i strzelił 1 gola.